# Anodização

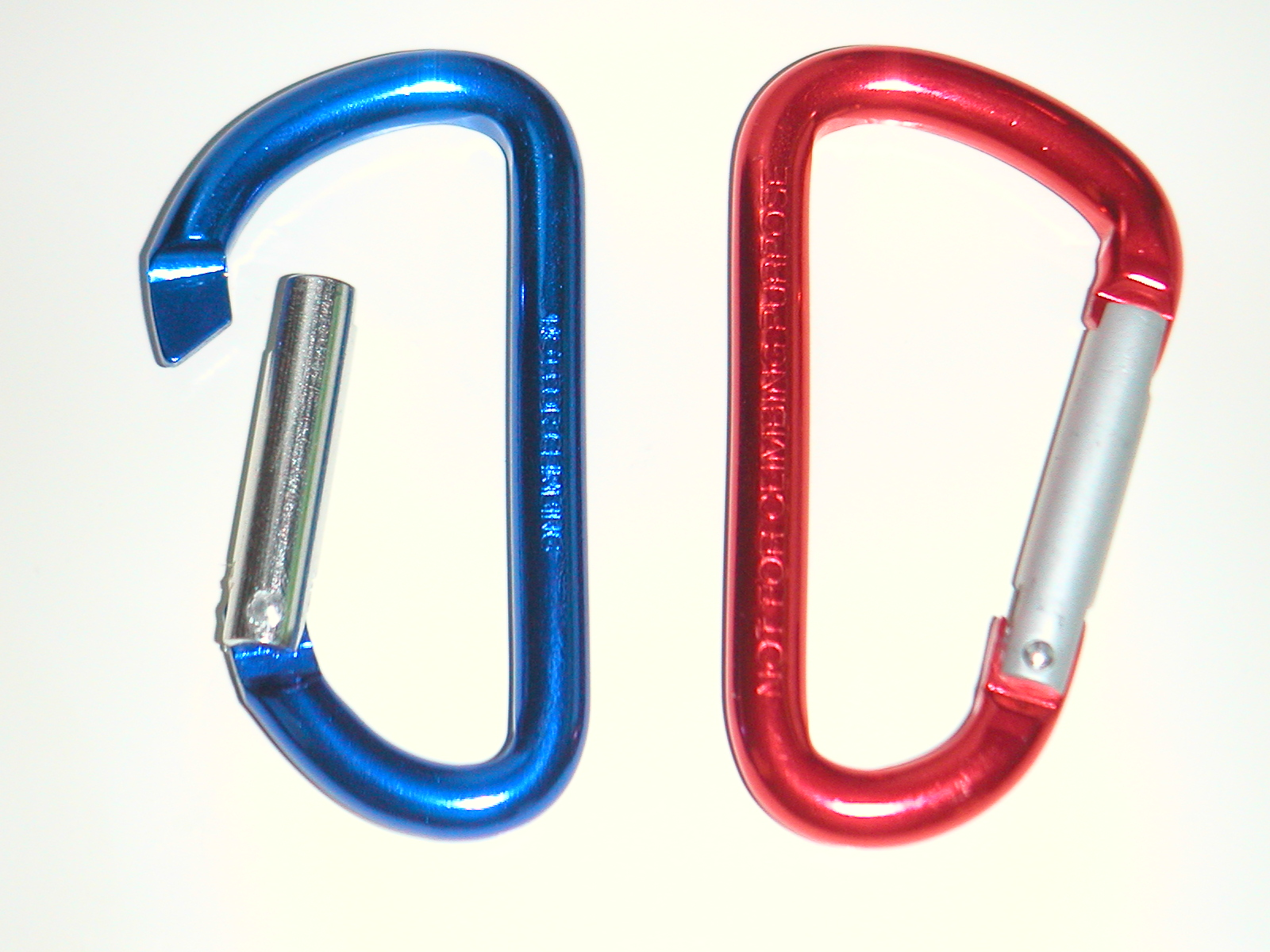
Estas peças de alumínio foram anodizadas. Suas cores estão firmemente fixadas na película protetora de óxido

Anodização é o processo de fazer um filme de óxido sobre certos metais por meio da imersão em um banho eletrolítico no qual o metal a anodizar é ligado ao polo positivo de uma fonte de eletricidade, transformando-se no anodo da cuba eletrolítica. Certos metais — alumínio, nióbio, tântalo, titânio, tungstênio, zircônio — têm resultados característicos de formação de camada de óxido. Outros metais podem ser usados como anodo em banhos eletrolíticos para se obter tratamentos superficiais específicos, mas o crescimento de uma camada de óxido conforme descrito aqui é característico dos metais citados. A anodização de ligas metálicas depende muito da sua composição, por exemplo, ligas de alumínio para fundição têm bastante silício, que dá fluidez para o bom preenchimento dos moldes, mas deixa a peça quase impossível de anodizar.

## Barreiras de óxido (caso geral)
Metais que podem ser anodizados também reagem prontamente com o oxigênio do ar (oxidam), portanto suas superfícies estão sempre cobertas com uma camada fina de óxido. No alumínio, que será usado aqui como exemplo, existe sempre uma barreira de óxido de cerca de 2 a 3 nm (1 nm = 0,000 001 mm) de espessura. Esta barreira estabiliza a superfície, impedindo que a oxidação continue.  Esta camada é também um excelente isolante elétrico, suportando um campo elétrico da ordem de 1 V/nm, ou seja, um milhão de volts por milímetro! Quando uma peça de  digamos, um borato, não há fluxo significante de corrente elétrica até se atingir entre 1 e 2 volts.

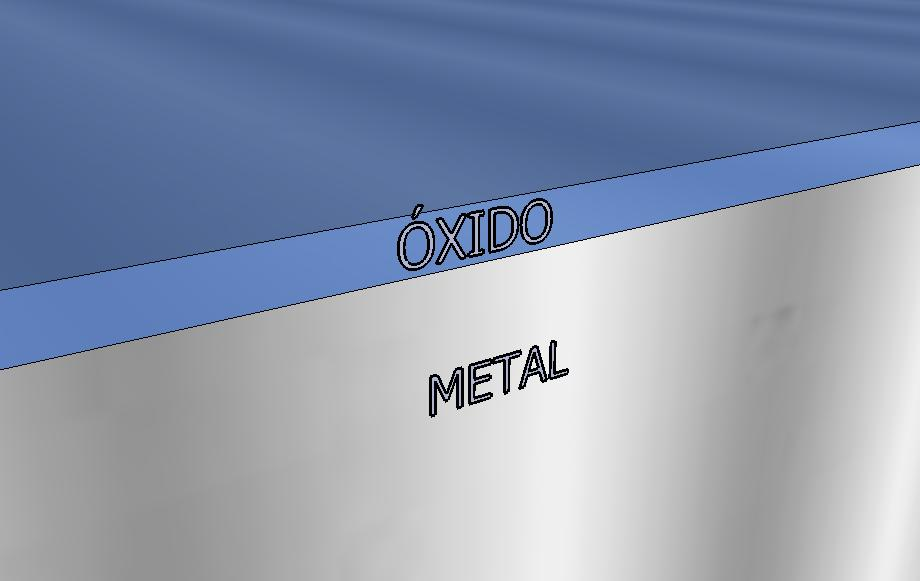
Concepção artística do corte de uma barreira de óxido vista ao microscópio.

Somente quando o campo elétrico supera a capacidade de isolamento desta camada de óxido é que os íons de oxigênio e alumínio começam a percorrer o óxido. Esta corrente dentro do óxido é uma corrente iônica e estes íons reagem para engrossar a camada de óxido. O processo de condução de íons através da camada de óxido sob fortes campos elétricos é de fundamental importância para a anodização.
Os ânions de oxigênio se movem para dentro da camada de óxido, indo até a interface oxido-metal para reagir com o alumínio e formar óxido na superfície do metal. Os cátions de alumínio se movem para fora até atingir a interface oxido-eletrólito onde reagem com a água para formar óxido naquela superfície.
O óxido se forma em ambas as interfaces. A taxa de formação de óxido é proporcional à densidade de corrente (A/cm²). O campo elétrico no óxido não se altera com a mudança na espessura da camada de óxido, e tem apenas uma pequena dependência da densidade de corrente e da temperatura.
Enquanto a camada de óxido ganha espessura, a tensão através do óxido aumenta proporcionalmente e, à temperatura ambiente, é próxima de 1,2 nm/V. A espessura da camada é muito uniforme porque em toda a superfície a queda de tensão deve ser a mesma.
Para cada composição de banho e temperatura, existe uma máxima tensão que pode ser suportada antes de ocorrer a ruptura. A maior tensão obtida em eletrólitos aquosos é de cerca de 1000 V. Nesse ponto, a espessura da barreira de óxido é cerca de 1 µm (0,001 mm), ou seja, 300 a 500 vezes mais espessa que o óxido inicial gerado pelo oxigênio do ar ambiente.

## Camada porosa de óxido (anodização comum do alumínio)
É importante diferenciar dois tipos de anodização: a criação de uma “barreira de óxido”, que é possível em todos os metais citados (alumínio, nióbio, tântalo, titânio, tungstênio e zircônio), e o processo especialmente aplicado ao alumínio que, mediante o uso de um banho ácido, permite a criação de uma “camada porosa de óxido”, muito mais espessa que a “barreira de óxido”. Esta camada pode ter os poros fechados, resultando no conhecido “alumínio anodizado”.
Na célula de anodização, a peça de alumínio a anodizar é ligada ao pólo positivo de uma fonte de corrente contínua, se tornando o anodo. O catodo é conectado ao pólo negativo. Este catodo pode ser uma placa ou barra de carbono (como grafite), chumbo, níquel, aço inoxidável ou qualquer outro condutor que não reaja com o banho de anodização. Quando o circuito é fechado, os elétrons são retirados do metal no pólo positivo, permitindo que os íons que vão se formando reajam com a água, aumentando a camada de óxido sobre o metal. Os elétrons retornam do banho no catodo, onde eles reagem com os íons de hidrogênio para formar hidrogênio elementar (gás). Cabe notar que alguns tratamentos usam corrente alternada para obter seus resultados. A composição do banho é que determina se ocorrerá a formação de uma barreira de óxido ou de uma camada porosa de óxido. A barreira de óxido se forma em soluções quase neutras, onde o óxido de alumínio é quase insolúvel, sendo as mais comuns as de borato, fosfato ou tartrato de amônia. As camadas porosas de óxido se formam em eletrólitos ácidos, nos quais o óxido não só se deposita, mas também dissolve. A solução mais comum é a de ácido sulfúrico, tipicamente 10 a 20 % em peso (1 a 2 gramas de ácido para 9 gramas de água, lembrando que a densidade do ácido sulfúrico é de 1,81 g/ml). Este tipo de anodização tem uma corrente típica de 0,3 a 3 amperes por decímetro quadrado. Outros banhos para aplicações especiais podem ser feitos com ácido oxálico, ácido crômico, ácido fosfórico ou misturas de ácidos orgânicos e inorgânicos.
Uma característica comum a estes banhos de anodização é a capacidade de reter uma alta concentração de alumínio em solução. Isto é essencial, pois uma grande parte do alumínio que é oxidado não fica retido na camada de óxido, mas passa para a solução.
Filmes porosos de 100 µm podem ser feitos facilmente. Isto é 100 vezes a espessura do filme de “barreira de oxido” mais espesso. Ao contrário da barreira de óxido, uma alta tensão não é necessária para fazer um filme mais grosso. Isto se deve ao tipo particular de estrutura dessas camadas.  O óxido tem uma estrutura celular com um poro central em cada célula. As dimensões das células e dos poros depende da composição do banho, da temperatura e da tensão, mas o resultado é sempre uma alta densidade de poros finos. O diâmetro da célula é na faixa de 50 a 300 nm e o diâmetro dos poros fica entre 0,3 e 0,5 do diâmetro da célula.

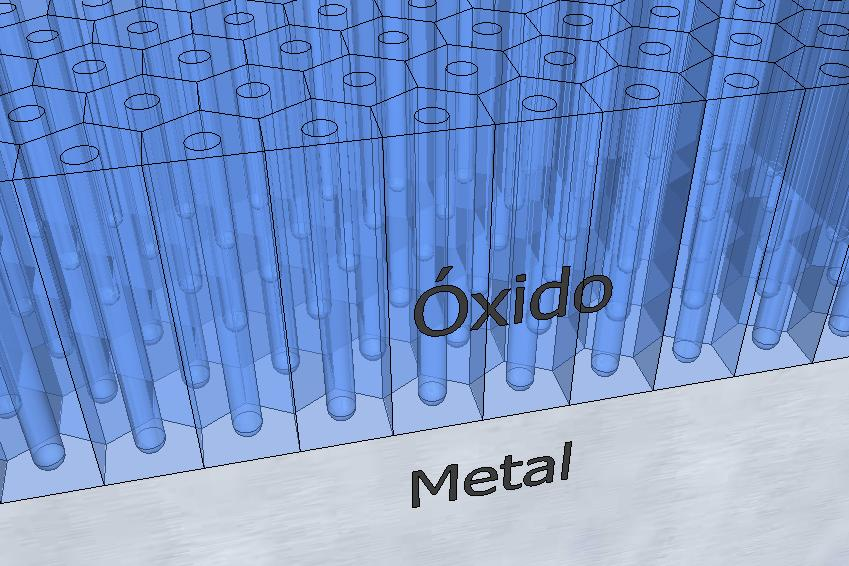
Concepção artística do corte de uma camada porosa de óxido vista ao microscópio antes da selagem.

Inicialmente, uma fina barreira de óxido se forma na base de cada poro. O caminho mais curto entre o metal e o eletrólito é através desta zona. Aí o campo é uniforme e tem valor máximo. Os ânions de oxigênio do eletrólito penetram na camada de óxido em direção a interface metal-óxido e lá se combinam com o alumínio, engrossando a camada de óxido. Os cátions de alumínio são movidos pelo campo elétrico até o eletrólito no poro, onde passam à solução, portanto, a formação de óxido é limitada à interface metal-óxido na base do poro. A medida que o alumínio é oxidado, a interface metal-óxido se desloca para o interior do metal. A parede da célula e o poro aumentam em altura, isto é, o filme engrossa, enquanto a célula e o diâmetro do poro permanecem fixos. Uma vez que a barreira de óxido permanece com espessura constante no fundo do poro, a tensão da célula e a corrente permanecem constantes enquanto o filme ganha espessura.

### Tingimento

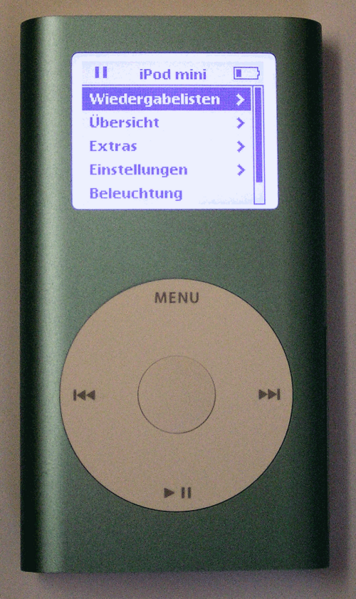
O estojo deste iPod Mini foi tingido de verde antes do processo de selagem.

Antes de proceder a selagem (fechamento dos poros) é possível impregnar o óxido poroso com pigmentos coloridos. O pigmento fica retido no poro após o seu fechamento (selagem).

### Selagem (fechamento dos poros)
O fechamento dos poros é feito normalmente reagindo a camada oxidada com água quente, algumas vezes misturada com acetato de níquel. O óxido na superfície e dentro dos poros reage para formar um óxido hidratado (boehmita), que tem uma estrutura diferente e uma densidade mais baixa do que o óxido anódico (tipo gama). Por causa da densidade mais baixa, o óxido hidratado ocupa um volume maior do que o óxido anódico do qual se forma. O produto desta reação preenche os poros e deixa a camada anodizada impermeável e estável diante de condições ambientais diversas.

### Anodização dura
A anodização dura é geralmente feita em banho de ácido sulfúrico (cerca de 10 %) em baixas temperaturas (tipicamente 3 °C). Isto produz um revestimento com células largas e poros de pequeno diâmetro.  Este revestimento é extremamente duro e resistente. A duração do banho deve ser de, no mínimo, duas horas, sendo quatro horas o tempo ótimo. A anodização dura geralmente tem um tom escuro, acinzentado.

### Tingimento integral
Para aplicações arquitetônicas, que têm de suportar duras condições atmosféricas, o tingimento com pigmentos não é satisfatorio. Cores que variam desde o dourado até o bronze escuro são obtidas utilizando eletrólitos de ácidos orgânicos. Estas colorações são chamadas de “tingimento integral” ou “coloração integral”.  Os ânions orgânicos são incorporados ao óxido e causam  seu escurecimento. Efeito similar é produzido por uma anodização realizada em duas etapas, a primeira em corrente alternada em um eletrólito especial e a segunda em corrente contínua e ácido sulfúrico. Na primeira etapa, em corrente alternada, um metal, usualmente estanho ou níquel], é depositado no fundo dos poros. O depósito metálico altera as propriedades óticas do revestimento e resulta em coloração decorrente de interferência óptica. O controle da espessura do metal permite a obtenção da coloração desejada. A coloração integral tem uma durabilidade muito superior à coloração obtida por pigmentos, visto que trata-se da própria estrutura da camada anodizada que gera a cor.

## Impacto Ambiental
A anodização é um dos tratamentos de superfície para metais menos agressivos ao meio ambiente. Seus efluentes são livres de solventes orgânicos e metais pesados.